# 愛別岳
愛別岳（あいべつだけ）は、北海道上川郡上川町にある標高 2,112.7mの山である。大雪山国立公園内に位置し、大雪山系がなだらかな中で険しい姿の山として知られる。
大雪山系の北端に位置し、国土地理院の地形図に名前が載っている2,000m以上の山としては国内で最北端に位置する。日本国内では、愛別岳より北に、これより高い地点はない。
愛別岳を描いたものに画家の足立源一郎による『愛別岳・比布岳』1953年（昭和28年）がある。